# Speckbronnbach
Le Speckbronnbach ou ruisseau de Speckbronn est un ruisseau qui coule dans la commune de Soucht en Moselle. C'est un affluent du Muehlgraben et donc un sous-affluent du Rhin.

## Hydronymie
Le ruisseau hérite du nom du hameau qu'il traverse, Speckbronn.

## Géographie
Le ruisseau de Speckbronn prend sa source en plein centre du village de Soucht. Il coule vers le nord-ouest et traverse la vallée qui le mène à l'écart de Speckbronn. Il rejoint le Muehlgraben à la sortie de l'écart, au niveau de la frontière entre la Moselle et le Bas-Rhin,,.

## Affluents
- Dimmelbach[1]